# Huế
Huế (vietnamska izgovorjava: [hwě]) je glavno mesto province Thừa Thiên-Huế v osrednjem Vietnamu in je bilo glavno mesto Đàng Tronga od 1738 do 1775 in Vietnama med dinastijo Nguyễn od 1802 do 1945. Mesto je služilo kot staro cesarsko mesto in upravna prestolnica dinastije Nguyễn ter kasneje delovalo kot upravno prestolnica protektorata Annam v obdobju Francoske Indokine. Vsebuje območje, ki je na seznamu Unescove svetovne dediščine pod nazivom Complex of Huế Monuments (kompleks spomenikov Huế), ki je v mestu priljubljena turistična atrakcija. Poleg jarka in debelih kamnitih zidov kompleks obsega cesarsko mesto Huế s palačami in svetišči; Prepovedano škrlatno mesto, nekoč cesarjev dom in repliko Kraljevega gledališča.
Leta 2019 je mesto obiskalo skoraj 4,2 milijona obiskovalcev. Številne njegove zgodovinske znamenitosti še vedno obnavljajo.

## Zgodovina
Najstarejše ruševine v Huếju pripadajo kraljestvu Lam Ap in segajo v 4. stoletje našega štetja. Ruševine njegove prestolnice, starodavnega mesta Kandarpapura (dobesedno »mesto, kjer je Śiva zažgal Kamo«), so zdaj na hribu Long Tho, tri kilometre zahodno od mesta. Kandarpapura je bilo morda ustanovljeno šele med vladavino Kandarpadharme (vladal 629–640) in je bilo poimenovana po kralju, vsekakor pa to morda ni ime glavnega mesta nekdanjega kraljestva Lam Ap. Še ena ruševina Champa v bližini, starodavno mesto Hoa Chau, izvira iz 9. stoletja.
Leta 1306 je kralj Champa Che Man Vietnamu ponudil dve prefekturi Cham, O in Ly, v zameno za poroko z vietnamsko princeso po imenu Huyen Tran. Vietnamski kralj Tran Anh Tong je to ponudbo sprejel. Vzel je in preimenoval prefekturi O in Ly v prefekturo Thuan oziroma prefekturo Hóa, ki ju pogosto skupaj imenujemo regija Thuan Hoa.
Leta 1592 je bila dinastija Mac prisiljena pobegniti v provinco Cao Bang in cesarji Le so bili ustoličeni kot de jure vietnamski vladarji pod vodstvom Nguyena Kima, vodje lojalistov dinastije Lê. Kasneje je Kima zastrupil general dinastije Mạc, kar je tlakovalo pot njegovemu zetu Trinhu Kiemu, da prevzame vodstvo. Kimov najstarejši sin, Nguyen Uông, je bil prav tako umorjen, da bi zagotovil avtoriteto Trinh Kiem. Nguyen Hoang, še en sin Nguyen Kima, se je bal usode, kot jo je imel Nguyen Uong, zato se je pretvarjal, da ima duševno bolezen. Prosil je svojo sestro Ngoc Bao, ki je bila žena Trinh Kiema, naj prosi Trinh Kiema, naj Nguyen Hoangu dovoli vladati Thuan Hoa, najbolj južni regiji v tistem času v Vietnamu.
Ker so se zvesti dinastiji Mac uprli v Thuan Hoa in je bil Trinh Kiem v tem času zaposlen z bojem proti silam dinastije Mac v severnem Vietnamu, je bila prošnja Ngoc Bao odobrena in Nguyen Hoang je odšel na jug. Potem ko je Hoàng pomiril Thuan Hoa, sta on in njegov dedič Nguyen Phuc Nguyen skrivaj naredila to regijo zvesto družini Nguyen; nato so se dvignili proti lordom Trin. Vietnam je izbruhnil v novo državljansko vojno med dvema de facto vladajočima družinama: klanom lordov Nguyen in klanom lordov Trinh.
Gospodje Nguyen so izbrali Thua Thien, severno ozemlje Thuan Hoa, za svoj družinski sedež.  Leta 1687 med vladavino gospodarja Nguyen - Nguyen Phuc Tran se je začela gradnja citadele v Phu Xuanu, vasi v provinci Thua Thien. Citadela je bila močan simbol družine Nguyen in ne obrambna zgradba, ker vojska gospodov Trịnh ni mogla prebiti obrambe gospodov Nguyen v severnih regijah Phú Xuân. Leta 1744 je Phu Xuan uradno postal prestolnica osrednjega in južnega Vietnama, potem ko se je lord Nguyen - Nguyen Phuc Khoat razglasil za Vo Vương (Vo King ali Vojaški kralj v vietnamščini). Med zahodnjaki, ki so v tem obdobju živeli v prestolnici, je bil od leta 1752 portugalski jezuit João de Loureiro.
Vendar pa so leta 1771 izbruhnili upori Tay Sona, ki so hitro zasedli veliko območje od Quy Nhona do province Binh Thuan, s čimer so oslabili avtoriteto in moč gospodov Nguyen. Medtem ko je potekala vojna med uporom Tây Sơn in vladarjem Nguyễn, so gospodje Trịnh na jug poslali ogromno vojsko in leta 1775 zlahka ujeli Phú Xuân. Po zavzetju Phú Xuâna je general gospodov Trịnh Hoang Ngu Phuc sklenil taktično zavezništvo s Tay Sonom in umaknil skoraj vse čete v Tonkin ter pustil nekaj vojakov v Phu Xuanu. Leta 1786 je upor Tây Sơn porazil garnizijo Trịnh in zasedel Phú Xuân. Pod vladavino cesarja Quang Trunga je Phú Xuân postal prestolnica dinastije Tây Sơn. Leta 1802 je Nguyen Anh, naslednik gospodov Nguyen, ponovno zavzel Phu Xuan in združil državo. Nguyen Anh je citadelo v celoti obnovil in jo naredil za glavno mesto cesarskega mesta celotnega Vietnama.
Leta 1802 je Nguyen Phuc Anh (kasneje cesar Gia Long) uspel vzpostaviti nadzor nad celotnim Vietnamom, s čimer je Huế postal glavno mesto države.
Minh Mạng (vladal 1820–40) je bil drugi cesar dinastije Nguyen, ki je vladal od 14. februarja 1820 (njegov 29. rojstni dan) do svoje smrti, 20. januarja 1841. Bil je mlajši sin cesarja Gia Longa, čigar najstarejši sin, prestolonaslednik Canh, je umrl leta 1801. Minh Mạng je bil znan po svojem nasprotovanju francoskemu vpletanju v Vietnam in po svoji togi konfucijanski ortodoksnosti.
V francoskem kolonialnem obdobju je bil Huế pod protektoratom Annama. Ostal je sedež cesarske palače do leta 1945, ko je cesar Bao Dai abdiciral in je bila ustanovljena vlada Demokratične republike Vietnam (DRV) s prestolnico v Hanoju na severu.
Medtem ko je bil Bao Dai s pomočjo vračajočih se francoskih kolonialistov leta 1949 razglašen za »vodjo države Vietnam« (čeprav ne s priznanjem komunistov ali popolnim sprejetjem Vietnamskega ljudstva), je bila njegova nova prestolnica Sai Gon (Sajgon), na jugu.
Mesto je bilo tudi bojišče za bitko pri Huếju, ki je bila ena najdaljših in najbolj krvavih bitk v vietnamski vojni. V času Republike Vietnam je bil Huế, ki je bil zelo blizu meje med severom in jugom, v vietnamski vojni ranljiv. V ofenzivi Tet leta 1968, med bitko za Huế, je mesto utrpelo precejšnjo škodo ne le na svojih fizičnih značilnostih, temveč tudi na svojem ugledu zaradi kombinacije ameriškega vojaškega bombardiranja zgodovinskih stavb, ki so jih imeli v rokah Severni Vietnamci, in pokola v Huếju.
Po koncu vojne leta 1975 so bile številne zgodovinske značilnosti Huếja zapostavljene, ker so jih zmagoviti komunistični režim in nekateri drugi Vietnamci videli kot »relikvije fevdalnega režima«; doktrina Komunistične partije Vietnama je dinastijo Nguyen opisala kot »fevdalno« in »reakcionarno«. Od takrat pa je prišlo do spremembe politike in se številna zgodovinska območja mesta obnavljajo, se mesto razvija kot središče turizma in prevoza za osrednji Vietnam.

## Geografija
Mesto leži v osrednjem Vietnamu na bregovih Dišeče reke (vietnamsko Sông Hương ali Hương Giang; Chữ Hán 香江), le nekaj milj v notranjosti od Vzhodnega morja. To je približno 700 km južno od Hanoja in približno 1100 km severno od mesta Hošiminh. Huế meji na okrožje Quảng Điền in Južnokitajsko morje na severu, mesto Hương Thủy na jugu in vzhodu, okrožje Phú Vang na vzhodu in mesto Hương Trà na zahodu. Je na obeh bregovih Dišeče reke, severno od prelaza Hai Van, 105 km od  Đà Nẵnga, 14 km od pristanišča Thuan An in mednarodnega letališča Phu Bai ter 50 km od pristanišča Chan May. Naravno območje je veliko 71,68 km2. Od leta 2021, po ozemeljski širitvi, ima mesto skupno površino 265,99 km2, prebivalcev pa okoli 652.572.
Mesto Huế, ki leži v bližini gorovja Truong Son, je ravninsko območje v spodnjem toku Dišeče reke in reke Bo, s povprečno nadmorsko višino 3–4 m in je pogosto poplavljeno, ko ima izvir reke Huong srednje in veliko padavin. To ravninsko območje je relativno ravno, čeprav se izmenjujejo hribi in nizke gore, kot sta gora Ngu Binh in hrib Vong Canh.

### Podnebje
Huế ima tropsko monsunsko podnebje (Am) po Köppnovi podnebni klasifikaciji, ki zaostaja za podnebjem tropskega deževnega gozda, ker marca in aprila pade manj kot 60 milimetrov dežja. Sušno obdobje je od februarja do avgusta z visokimi temperaturami od 35 do 40 °C. Deževno obdobje je od avgusta do januarja, s poplavnim obdobjem od oktobra dalje. Povprečna temperatura v deževnem obdobju je 20 °C, čeprav je padla vse do 9,5 °C.

## Upravna delitev
Hue obsega 36 upravnih enot, vključno z 29 oddelki (urbani oddelki):
- An Cựu
- An Đông
- An Hòa
- An Tây
- Đông Ba
- Gia Hội
- Hương An
- Hương Hồ
- Hương Long
- Hương Sơ
- Hương Vinh
- Kim Long
- Phú Hậu
- Phú Hội
- Phú Nhuận
- Phú Thượng
- Phước Vĩnh
- Phường Đúc
- Tây Lộc
- Thuận An
- Thuận Hòa
- Thuận Lộc
- Thủy Biều
- Thủy Vân
- Thủy Xuân
- Trường An
- Vĩnh Ninh
- Vỹ Dạ
- Xuân Phú

in 7 xã (podeželjske občine):
- Hải Dương
- Hương Phong
- Hương Thọ
- Phú Dương
- Phú Mậu
- Phú Thanh
- Thủy Bằng

## Kultura
V središču Vietnama je bil Huế v fevdalnih časih (1802–1945) približno 150 let glavno mesto Vietnama, kraljevi življenjski slog in običaji pa so pomembno vplivali na značilnosti prebivalcev. Ta vpliv je čutiti še danes.
Zasnova sodobnega ao dai, vietnamske narodne noše, se je razvila iz obleke, ki so jo nosili na dvoru lordov Nguyen v Huế ju v 18. stoletju. Ta obleka se je razvila v áo ngũ thân, aristokratsko obleko s petimi vložki, ki so jo nosili v 19. in zgodnjem 20. stoletju. Po navdihu pariške mode so Nguyen Cat Tuong in drugi umetniki, povezani z Univerzo v Hanoju, v 1920-ih in 1930-ih preoblikovali ngũ thân kot sodobno obleko. Medtem ko ao dai in non-la na splošno veljata za simbola Vietnama kot celote, Vietnamci vidijo kombinacijo, ki še posebej spominja na Huế. Vijolični ao dai so še posebej pogosti v Huế ju, saj ima ta barva posebno povezavo z dediščino mesta kot nekdanje prestolnice.

### Kuhinja
Kuhinja mesta Huế je srce osrednje vietnamske kuhinje, vendar je ena najbolj presenetljivih razlik pomembnost vegetarijanstva v mestu. Več popolnoma vegetarijanskih restavracij je raztresenih po različnih koncih mesta, da služijo domačinom, ki imajo močno tradicijo jesti vegetarijanski obrok dvakrat na mesec, kar je del njihovih budističnih prepričanj. Druga značilnost jedi Huế, ki jih ločuje od drugih regionalnih kuhinj v Vietnamu, je razmeroma majhna porcija s prefinjeno predstavitvijo, ostanek njegove kraljevske kuhinje. Kuhinja Huế je znana po tem, da je pogosto zelo začinjena.
Kuhinja Huế ima tako razkošne kot priljubljene rustikalne jedi. Kraljevska kuhinja s tako bogato zgodovino združuje tako okus kot estetiko. Sestavljen je iz več značilnih jedi iz majhnih in nežnih kreacij, ki so bile prvotno narejene, da bi zadovoljile apetite fevdalnih gospodov Nguyen, cesarjev in njihovih stotin priležnic in žena.
Poleg Bun Bo Hue, so druge znane jedi še:
- Bánh bèo je vietnamska jed, ki izvira iz mesta Huế. Narejena je iz kombinacije riževe in tapiokine moke. Sestavine vključujejo riževe kolačke, marinirane-sušene kozice in hrustljavo svinjsko kožo, olje kapesante in vir namakanja. Lahko se šteje za ulično hrano in lahko se je kot kosilo ali večerja.
- Cơm hến (riž v košaricah školjk); narejen je s školjkami in rižem; običajno se postreže pri sobni temperaturi.
- Bánh ướt thịt nướng (poparjena riževa palačinka s svinjino na žaru) je najbolj znana jed prebivalcev Kim Long-Huế. Sestavine so dušena riževa palačinka, zelenjava – vietnamska meta, listi bazilike, solata, kumare in listi cimeta, svinjina in postreženo z omako za pomakanje.
- Bánh khoái (palačinka s kozicami in zelenjavo) je spremenjena oblika Bánh xèo. Je globoko ocvrta in postrežena z omako za namakanje arašidov Hue, ki vsebuje svinjska jetra. Njene sestavine so jajce, jetra, kozice in svinjski trebuh ali svinjska klobasa ter korenček. Postrežejo jo s solato, svežo meto, vietnamsko meto, zvezdastim sadjem in listi perile.
- Bánh bột lọc (vietnamski cmoki s čistimi kozicami in svinjskimi cmoki) lahko zavito v bananin list ali brez. Domneva se, da izvira iz Huếja v Vietnamu med dinastijo Nguyen. Glavne sestavine vključujejo tapiokino moko, kozice in svinjski trebuh; pogosto se postreže s sladko ribjo omako s čilijem.
- Banh it ram (ocvrti lepljivi riževi cmoki) je specialiteta v osrednjem Vietnamu. Je kombinacija ocvrtih lepljivih riževih cmokov, ki so lepljivi, mehki in žvečljivi, ter hrustljavega riževega kolačka na dnu.

Poleg tega Huế slovi tudi po okusnih sladicah, kot so sladke juhe iz lotosovih semen, lotosova semena, zavita v sladko juho iz logana, sladka juha iz cvetov areca, sladka juha iz moke kasave na žaru in sladka juha iz zelenega lepljivega riža.
- Bánh bèo
- Krožnik riževih školjk
- Bánh bột lọc v središču, obdan z drugimi vietnamskimi jedmi

### Religija
Cesarski dvor je prakticiral različne religije, kot so budizem, taoizem in konfucijanstvo. Najpomembnejši oltar je bil Prostor žrtvovanja nebu in zemlji (vietnamsko Đàn Nam Giao; Chữ Hán 南郊壇), kjer je monarh vsako leto molil nebu in zemlji.
V Huếju je budizem užival močnejšo podporo kot drugod v Vietnamu, z več samostani kot kjer koli drugje v državi, ki so bili dom najslavnejših menihov v državi.
Leta 1963 se je Thích Quảng Đức odpeljal iz Huếja v Sajgon, da bi protestiral proti protibudistični politiki južnovietnamske vlade in se zažgal na ulici Sajgona. Fotografije samosežiga so postale nekatere od trajnih podob vietnamske vojne.
Thích Nhất Hạnh, svetovno znani mojster zena, ki je izviral iz Huếja, je leta živel v izgnanstvu, vključno s Francijo in Združenimi državami Amerike, se je leta 2018 vrnil v svoje domače mesto in tam prebival v pagodi Tu Hieu do svoje smrti leta 2022.

## Turizem
Huế je znan po svojih zgodovinskih spomenikih, ki so mu prislužili mesto na Unescovem seznamu svetovne dediščine. Sedež cesarjev Nguyen je bilo cesarsko mesto, ki zavzema veliko, obzidano območje na severni strani Dišeče reke (Sông Hương ali Hương Giang; 香江). Znotraj citadele je bilo Prepovedano mesto, kamor so imeli dostop samo cesarji, priležnice in tisti, ki so jim bili dovolj blizu; kazen za vdor je bila smrt. Danes je ostalo malo od prepovedanega mesta, čeprav potekajo prizadevanja za obnovo, da bi ga ohranili kot zgodovinsko turistično atrakcijo.
Približno vzdolž Dišeče reke iz Huếja ležijo številni drugi spomeniki, vključno z grobnicami več cesarjev, med njimi Minh Mạng, Khải Định in Tự Đức. Pomemben je tudi tempelj Thiên Mụ z največjo pagodo v Huếju in uradni simbol mesta.
Številne stavbe v francoskem slogu ležijo vzdolž južnega brega Dišeče reke. Med njimi sta Quốc Học – Huế srednja šola za nadarjene, najstarejša srednja šola v Vietnamu in Hai Ba Trung High School.
Muzej kraljeve likovne umetnosti Huế na ulici Le Truc 3 hrani tudi zbirko različnih artefaktov iz mesta.
Poleg različnih turističnih znamenitosti v samem Huếju mesto ponuja tudi enodnevne izlete v demilitarizirano cono, ki leži približno 70 km severno in prikazuje različne vojne kraje, kot so The Rockpile, bojna baza Khe Sanh ali predori Vịnh Mốc.
Večina hotelov, barov in restavracij za turiste v Huếju je v ulicah Pham Ngu Lao, Chu Van An in Vo Thi Sau, ki skupaj tvorijo četrt za popotnike.
Čeprav igra turizem ključno vlogo pri socialno-ekonomskem razvoju mesta, ima tudi negativne vplive na okolje in bazo naravnih virov. Na primer, vse storitve, povezane s turizmom, kot so potovanja, razvoj infrastrukture in njeno delovanje ter proizvodnja in potrošnja dobrin, so energetsko intenzivne. Raziskava mreže Climate and Development Knowledge Network je pokazala, da imajo tradicionalne 'vrtne hiše' potencial za povečanje turističnega prometa in prihodkov. Poleg okoljskih, gospodarskih in kulturnih koristi, ki jih zagotavljajo vrtne hiše, bi lahko njihova promocija utrla pot drugim nizkoogljičnim razvojnim pobudam.

## Pobratena mesta
- Bandar-e Anzali, Iran[28]
- Honolulu, Havaji, ZDA[29]
- New Haven, Connecticut, ZDA[29]
- Blois, Francija, Centre-Val de Loire, od maja 2007[30]
- Provinca Phra Nakhon Si Ayutthaya, Tajska[31]

## Galerija
- Vhod v cesarsko mesto
- Cesarsko mesto
- Vrata
- Devet dinastičnih žar
- Stopnišča v Hiem Lam Cac
- Cesarsko mesto, vrata
- Moat
- Lotosovo jezero
- Mandarinski vojaki pri grobnici Khải Định
- Dišeča reka
- Most Trường Tiền
- Tempelj Thế Miếu
- Meridianska vrata
- Obzidje cesarskega mesta Huế